# Verband Südtiroler Musikkapellen
Der Verband Südtiroler Musikkapellen (VSM) ist ein 1948 gegründeter Zusammenschluss Südtiroler Musikkapellen. Er repräsentiert 210 Kapellen mit über 10.300 Musikern. Sein Ziel ist es, neben der Förderung der Blasmusik die kulturellen Traditionen Südtirols zu erhalten. Der VSM veranstaltet zahlreiche verschiedene Aus- und Fortbildungskurse für Alt- und Jungmusiker.

## Geschichte
Die Blasmusikkultur (und damit die Geschichte der vereinsmäßigen Organisation der Kapellen) in Südtirol lässt sich seit dem 18. Jahrhundert verfolgen. Bis in die 1920er-Jahre entwickelte sich die musikalisch-kulturelle Tradition kontinuierlich. Mit der Annexion Südtirols durch Italien im Jahr 1920 und der Machtergreifung der Faschisten 1922 wurde diese Tradition fast völlig ausgelöscht. Bei der Gründung des VSM 1948 wurde Sepp Thaler erster Verbandskapellmeister und übte diese Funktion bis 1980 aus. Um die Interessen der Musiker zu wahren, begann der Verband eine verstärkte Aufbauarbeit und Ausbildungstätigkeit auf dem Gebiet der Südtiroler Volksmusik.

## Organisation
Die Musikkapellen des VSM sind in sechs Bezirke aufgeteilt. Über den Österreichischen Blasmusikverband als Dachverband ist der VSM Partner zehn weiterer Verbände aus Österreich und Liechtenstein.